# بن بارکلی
بن بارکلی (انگلیسی: Ben Barclay؛ زادهٔ ۷ اکتبر ۱۹۹۶) بازیکن فوتبال اهل بریتانیا است.
از باشگاه‌هایی که در آن بازی کرده‌است می‌توان به باشگاه فوتبال برایتون اند هوو آلبیون اشاره کرد.